# Makrūh
Als Makrūh (arabisch مكروه, DMG makrūh, auch makrooh), wörtlich übersetzt „verhasst, verpönt, missbilligt“, bezeichnet man im Islam Handlungen, deren Tun nach religiöser Auffassung nicht geschätzt wird und die deshalb vermieden werden sollten. Es ist auch üblich von Handlungen zu sprechen, von denen abgeraten wird. Nach islamischer Überlieferung wird der Muslim zwar für solche Handlungen nicht bestraft, für ihr Unterlassen hingegen belohnt. Sie ist die Vierte der fünf Kategorien menschlicher Handlungen in der islamischen Rechtswissenschaft.
Zu Taten, von denen abgeraten wird, zählen beispielsweise die Verschwendung von Wasser (u. a. bei den rituellen Waschungen) und das Missachten von beliebten oder bevorzugten Taten – sowohl während als auch außerhalb der Gottesdienste.
Allgemein wird jede übertriebene Handlung als unbeliebt angesehen. Das Rauchen ist nach einigen Gelehrten mindestens makrūh, andere wiederum bezeichnen es sogar als harām (verboten).
Die Schafiiten kennen bei der Bewertung von Handlungen noch eine Zwischenstufe, die zwischen makrūh und mubāh („erlaubt“) liegt. Sie wird als chilāf al-aulā („im Gegensatz zum Besseren stehend“) bezeichnet. Bei vielen Handlungen wie zum Beispiel dem Abschütteln (nafḍ) des Wassers oder dem Trockenreiben (tanšīf) bei der rituellen Waschung gab es einen Dissens darüber, ob sie als makrūh oder als chilāf al-aulā einzuordnen sind.